# Unió de Nacions

Mapa ètnic d'Europa, publicat per la Unió de Nacions.

La Unió de Nacions (francès: Union des Nationalités) era una organització política amb seu a París des de 1912 fins a 1919, que advocava pel dret d'autodeterminació de les nacions sense estat. La Unió va ser fundada per exiliats polítics de l'Imperi Rus i va ser especialment activa en els assumptes lituans i ucraïnesos. Es van celebrar cinc conferències de moviments ètnics, la més important de les quals va tenir lloc el 1916 a Lausana. La conferència de 1916 va gaudir d'una àmplia participació dels moviments nacionals de l'Europa de l'Est, central i occidental (inclosos nacionalistes bascos i catalans), Àfrica i Àsia.